# Richard Gridley
Richard Gridley (* 3. Januar 1710 in Boston, Province of Massachusetts Bay, britische Kolonie; † 21. Juni 1796 in Canton, Massachusetts, USA) war ein britisch-amerikanischer Militäringenieur, der während des Franzosen- und Indianerkrieges auf Seiten der Briten und während des Amerikanischen Unabhängigkeitskrieges auf Seiten der Amerikaner diente.

## Leben
Gridley war der herausragende Militäringenieur in britischen Diensten während des Franzosen- und Indianerkrieges. Gridley war von englischen Ingenieuren im Sinne der Vauban-Schule ausgebildet worden. Die Belagerung der Festung Louisbourg gestattete ihm, die französischen Methoden der Planung und Anlage militärische Konstruktionen für den Angriff und die Verteidigung befestigter Stellungen anzuwenden und erwarb sich Ruhm bei der Zerstörung der Festung Louisbourg. 1756 wurde Richard Gridley ermächtigt, alle Freimaurer im Feldzug gegen Crown Point zu vereinigen und Militärlogen zu gründen.
In der Schlacht auf der Abraham-Ebene 1759, die zum Fall von Québec führte, war er auf Betreiben des britischen Premierministers William Pitt hin General James Wolfes Chefingenieur. In Gridleys Regiment diente auch Paul Revere. Als die Franzosen zum Gegenschlag ausholten, wurde Gridley mit der Befestigung Bostons betraut.
Richard Gridley arbeitete zwischen den Kriegen an verschiedenen zivilen Projekten. Unter anderem erbaute er den Bostoner Kai. Außerdem gründete er die Neue Schmiede in Masspoag Pond in Hardware, Massachusetts, wo er das Eisen für die ersten Kanonen und Mörser  herstellte, die in Massachusetts gegossen wurden.
Er stieg im Rang immer weiter und schied nach Schlüsselfunktionen in drei Kriegen als Colonel aus der British Army aus. Für seine Dienste wurde er von William Pitt mit einer Offiziersstelle in der British Army, den Magdalenen-Inseln, 3.000 Acres (ca. 1214 Hektar) Land in New Hampshire und einer lebenslangen Rente ausgezeichnet.
Mit Ausbruch des Amerikanischen Unabhängigkeitskrieges 1775 standen den Rebellen nur zwei Männer mit ausreichenden Kenntnissen im Militäringenieurwesen zur Verfügung, da alle anderen Militäringenieure sich den Briten anschlossen: George Washington und Richard Gridley. Nachdem Washington zum Oberbefehlshaber ernannt worden war, empfahl er dem Kontinentalkongress Gridley als Chefmilitäringenieur der Kontinentalarmee. Daraufhin wurde Gridley im Mai 1775 zum Chefmilitäringenieur der New England-Provinzialarmee im Rang eines Major-General. Richard Gridley verlor natürlich sofort alle britischen Vergünstigungen.
Gridley war entscheidend an der Schlacht von Bunker Hill beteiligt. Er bereute es ein wenig, zwanzig Jahre zuvor, die Befestigungen von Castle Williams im Bostoner Hafen geplant zu haben, da dieses nun zum Ausgangspunkt des britischen Angriffes auf Breed’s Hill und Bunker Hill gemacht wurde. Am 16. Juni 1775 übernahm er mit der ihm eigenen Begeisterung den Befehl über die Befestigungsanlagen auf Breeds Hill, ungeachtet dessen, dass keiner der anwesenden Offiziere Erfahrungen im Militäringenieurwesen hatte und einige nicht einmal militärische Erfahrungen aufweisen konnten. Er selbst steckte in der Dunkelheit mit einem weißen Band die 10 Rods (ca. 50 Meter) lange vorderste Linie der Verteidigungsanlage ab.
Richard Gridley starb an einer Blutvergiftung, die er sich beim Beschneiden von Gebüsch in seinem Garten zugezogen hatte, und wurde am 23. Juni 1796 auf dem Gridley-Friedhof in Canton neben seiner Frau Hannah Gridley († 17. Oktober 1790) und seinem Sohn Scarborough Gridley († 16. Dezember 1787) beerdigt. Am 28. Oktober 1876 wurde er nach Canton Corner umgebettet.